# Serravalle (Svizzera)
Serravalle è un comune svizzero di 2 075 abitanti del Canton Ticino, nel distretto di Blenio, parte della Regione Tre Valli. È stato istituito il 1º aprile 2012 con la fusione dei comuni soppressi di Ludiano, Malvaglia e Semione; capoluogo comunale è Malvaglia.

## Società

### Evoluzione demografica
L'evoluzione demografica è riportata nella seguente tabella:
Abitanti censiti

### Lingue e dialetti
| %     | Ripartizione linguistica (gruppi principali) |
| ----- | -------------------------------------------- |
| 5,9%  | madrelingua tedesca                          |
| 2,7%  | madrelingua francese                         |
| 89,0% | madrelingua italiana                         |

## Galleria d'immagini

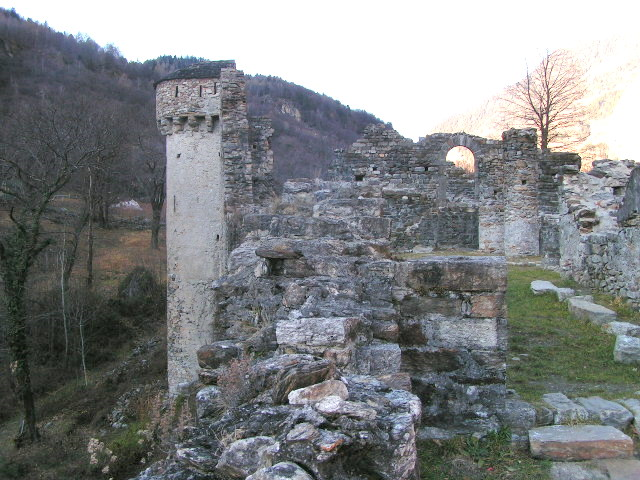
Ruderi del castello di Serravalle